# Distrofia

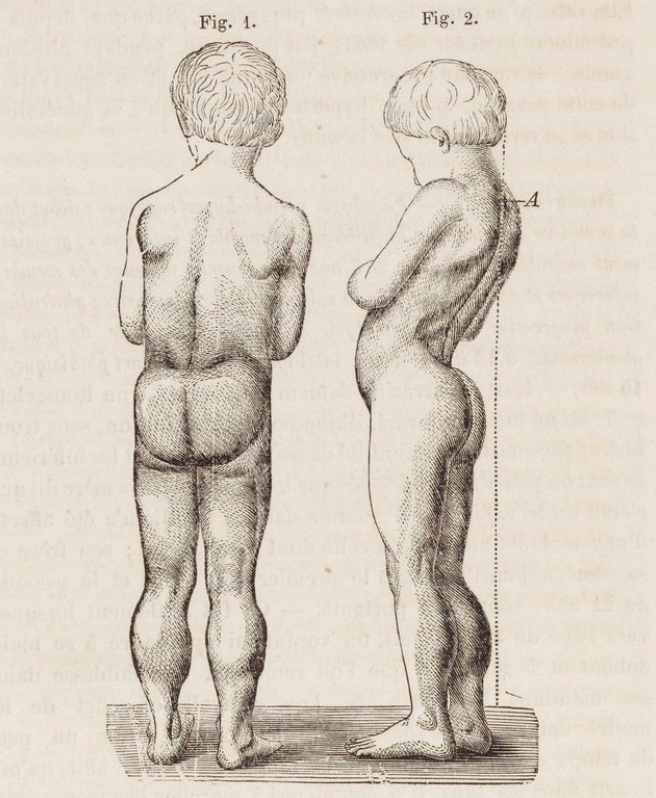
Dibujo de un niño de siete años con distrofia muscular de Duchenne

La distrofia es la degeneración de tejidos, debido a enfermedad o desnutrición, probablemente causada por herencia genética. 

## Tipos
- Distrofia muscular
  - Distrofia muscular de Duchenne
  - Distrofia muscular de Becker
  - Distrofia miótica
- Distrofia neurovascular reflex
- Distrofia retinal
- Distrofia de cono
- Distrofia corneal
- Lipodistrofia
- Distrofia de uña